# Kneževo, Bosna in Hercegovina
Kneževo (pred letom 1992 znano kot Skender Vakuf) je mesto in središče istoimenske občine v Bosni in Hercegovini. Nahaja se na obronkih planine Vlašić, približno 50 km jugovzhodno od Banja Luke.

## Zgodovina
Skender Vakuf je bil ustanovljen v drugi polovici 17. stoletja. Njegov ustanovitelj je Ali-Dedo Skender po katerem je kraj tudi dobil ime. V Skendar Vakufu se je nahajala ena izmed najstarejših džamij v BIH imenovana džamija Ali-Dede Skenderja oz. Stara Džamija, ki pa je bila med vojno v BIH porušena s strani srbske vojske. 
Na področju občine se je 21. avgusta 1992 v času vojne zgodil zločin, ko so srbske enote ubile več kot 200 civilistov hrvaške in bošnjaške nacionalnosti iz Prijedora. Srbski vojaki so jih pripeljali do pečine na Koričanskih stenah. Ukazano jim je bilo, da stojijo na robu prepada, nato pa jih ustrelili v hrbet. Zločin je bil procesuiran tudi na mednarodnem sodišču v Haagu. Skupno je bilo za grozodejstva obsojeno 11 pripadnikov srbskih sil. Vsako leto 21. avgusta se svojci udeležijo obeležitve dogajanj in simbolično vržejo v prepad rože, da bi počastili žrtve zločina. 

### Poimenovanje
Mestne oblasti so 11. avgusta 1992, v času vojne v BIH, preimenovale mesto iz Skender Vakuf v bolj srbsko ime - Kneževo, čeprav omenjeno ime z zgodovino kraja nima povezave. Kljub vsemu številni mediji in domačini še vedno uporabljajo staro ime, ponekod pa se uporabljata skupaj zapisani obe verziji Kneževo/Skender Vakuf. Bosanski akademik Muhamed Filipović je taka preimenovanja označil kot toponomicid.

## Geografija
Kneževo se nahaja v entiteti Republika Srbska ob magistralni cesti R-414, ki ga povezuje z regionalnim centrom Banja Luko. Z cesto R-413 pa je Kneževo povezano s Kotor Varošem in Travnikom. 
Mesto se nahaja na 864 metrih nadmorske višine in je obdano s številnimi hribovji, na zahodu z Čemernico, na jugu z Vlašićem in Ježico na severovzhodu.
V občini se nahajajo tudi Korićanske stene (stijene), ki so skoraj navpične stene na obronkih planine Vlašić. Nahajajo se 1-2 km stran od vasi Donji Korićani.

## Naselja
V občino Kneževo spadajo naslednja naseljaː Bastaji, Bokani, Borak, Bregovi, Čarići, Ćukovac, Donji Korićani, Golo Brdo, Gornji Korićani, Imljani, Javorani, Kobilja, Kostići, Kneževo, Mokri Lug, Paunovići, Rađići, Šolaji, Vlatkovići in Živinice.

## Demografija
| Nacionalnost        | 2013.          | 1991.           | 1981.           | 1971.           |
| Srbi                | 9.288 (94,84%) | 13.263 (68,30%) | 15.953 (69,51%) | 15.926 (74,35%) |
| Hrvati              | 31 (0,31%)     | 4.770 (24,56%)  | 5.395 (23,50%)  | 4.431 (20,68%)  |
| Muslimani           | 429 (4,38%)    | 1.071 (5,51%)   | 1.141 (4,97%)   | 947 (4,42%)     |
| Jugoslovani         | —              | 169 (0,87%)     | 318 (1,38%)     | 9 (0,04%)       |
| ostali in nepoznano |                | 145 (0,74%)     | 141 (0,61%)     | 106 (0,49%)     |
| Skupaj              | 9.793          | 19.418          | 22.948          | 21.419          |

## Znani prebivalci
- Radenko Mijatović, predsednik NZS, rojen v vasi Rađići